# Mana (otok)
Mana je nenaseljeni otočić u hrvatskom dijelu Jadranskog mora.
Površina otoka je 409.123 m2, duljina obalne crte 4590 m, a visina 77 metara.

## Galerija
- Jedna od filmskih lokacija na kojoj sniman film As the Sea Rages iz 1959. godine s Mariom Schell
- Pogled s Mane na Rašip Mali (ispred) i Rašip Veliki (u pozadini). Ispred Rašipa Malog je Hrid Kamičić
- Pogled s Mane prema Lavrnaki